# HMS Effingham (D98)
HMS Effingham (D98) là một tàu tuần dương hạng nặng thuộc lớp Hawkins của Hải quân Hoàng gia Anh Quốc. Sau khi Chiến tranh Thế giới thứ nhất kết thúc, việc chế tạo nó chỉ có độ ưu tiên thấp, và nó là chiếc cuối cùng của lớp Hawkins được hoàn tất vào năm 1925. Cuộc đời phục vụ kéo dài cho đến khi Chiến tranh Thế giới thứ hai nổ ra; nhưng nó bị mất sớm trong cuộc chiến này, khi bị mắc cạn tại vùng biển Na Uy vào năm 1940.

## Thiết kế và chế tạo
Effingham được đưa ra hoạt động tại Portsmouth vào năm 1925, sau khi công việc chế tạo bị tạm ngừng trong nhiều năm sau khi Chiến tranh Thế giới thứ nhất kết thúc vào năm 1918. Tên của nó được đặt theo Lord Charles Howard của Effingham, một trong những người lãnh đạo hạm đội đã đánh bại hạm đội Tây Ban Nha vào năm 1587.
Nó có trọng lượng rẽ nước 12.190 tấn, dài 184,4 m (605 ft) và mạn tàu rộng 19,8 m (65 ft), với một thủy thủ đoàn bao gồm 690 sĩ quan và thủy thủ. Theo thiết kế ban đầu, nó mang theo bảy khẩu pháo BL 190 mm (7,5 inch) Mark VI cùng với các vũ khí phòng không và sáu ống phóng ngư lôi.

## Lịch sử hoạt động

### Các hoạt động ban đầu
Effingham phục vụ như là soái hạm của Hải đội Viễn Đông tại khu vực Đông Ấn từ năm 1925 đến năm 1932, trước khi được đặt làm soái hạm của lực lượng dự bị sau khi quay trở về Anh Quốc.

### Hiện đại hóa
Trong những năm 1937 - 1938, Effingham được cho hiện đại hóa một cách rộng rãi khiến hình dáng bề ngoài của nó thay đổi đáng kể. Số nồi hơi của nó được giảm bớt từ 12 xuống còn 10, và kết quả là nó chỉ còn một ống khói đứng duy nhất thay cho hai ống khói nghiêng về phía sau, và các cột ăn-ten thẳng đứng. Dàn pháo chính của nó thay đổi còn chín khẩu pháo 152 mm (6 inch) trên những tháp súng nòng đơn, tất cả đều được bố trí trên trục dọc của con tàu. Ba tháp pháo phía trước bố trí theo kiểu bắn thượng tầng, đòi hỏi phải được bổ sung một sàn cấu trúc thượng tầng phía trước cầu tàu, vốn bản thân cũng được tái cấu trúc. Nó cũng được trang bị bốn pháo phòng không QF 102 mm (4 inch) Mark V bố trí trên các bệ nòng đơn (đến năm 1939 được tháo dỡ thay bằng hai tháp pháo nòng đôi), các ống phóng ngư lôi được tháo dỡ, và nó được trang bị một cần cẩu dành cho hoạt động của thủy phi cơ, cho dù đề nghị trang bị một máy phóng không được thực hiện, và nó chưa bao giờ mang theo máy bay. Công việc hiện đại hóa tương tự được dự định dành cho các các tàu chị em Frobisher và Hawkins, nhưng bị trì hoãn do những công việc ưu tiên khác, và cuối cùng bị hủy bỏ do sự kiện Chiến tranh Thế giới thứ hai bùng nổ.

### Chiến tranh Thế giới thứ hai
Sau khi được cho tái hoạt động, Effingham phục vụ tại khu vực Bắc Đại Tây Dương và Đông Ấn. Sau khi Chiến tranh Thế giới thứ hai nổ ra, Effingham thực hiện tuần tra tại Bắc Đại Tây Dương, ở khu vực Iceland, và từng tham gia vận chuyển trữ lượng vàng trị giá 2 triệu Bảng Anh đến Halifax, Nova Scotia thuộc Canada. Nó săn đuổi các tàu chiến nổi cướp tàu buôn Đức trong chuyến quay trở về, và chuyến đi này đã dẫn nó đến vùng biển Na Uy trong lúc diễn ra Chiến dịch Na Uy tại đây. Trong giai đoạn này, nó bị tàu ngầm đối phương tấn công nhưng đã không bị đánh trúng, và tiếp thục thực hiện việc nả pháo lên các vị trí trú đóng của quân Đức trên các ngọn đồi chung quanh Narvik cho đến tháng 5, khi nó hộ tống một đoàn tàu vận chuyển binh lính đến Bodø.
Vào ngày 18 tháng 5 năm 1940, Effingham bị mất trong khi đang đảm trách vai trò hộ tống tàu vận tải. Di chuyển với tốc độ 42,6 km/h (23 knot) phía ngoài bờ biển Na Uy để giảm thiểu nguy cơ bị không kích, nó chỉ còn cách điểm đến khoảng một giờ chạy tàu khi nó va phải một tảng đá lớn trong khu vực Bodø (Bliksvær) thuộc bãi đá ngầm Fasken, giữa các đảo Bliksvær và Terra. Tảng đá này đã được biết đến và được đánh dấu trên hải trình của con tàu, nhưng khi vị hoa tiêu của con tàu vạch lộ trình trên hải đồ, bút chì của ông đã che khuất đúng ngay chướng ngại vật trên lộ trình. Điều may mắn là không có ai thiệt mạng trong vụ đắm tàu, và bản thân chiếc tàu tuần dương bị phá hủy bởi một quả ngư lôi từ chiếc tàu khu trục HMS Matabele đi theo hộ tống vào ngày 21 tháng 5 sau khi mọi giấy tờ quan trọng và các thiết bị đã được tháo dỡ. Con tàu bị lật nghiêng, để lại phần lớn lườn tàu cùng cột buồm và ống khói bên trên mặt nước. Xác tàu đắm được tháo dỡ bởi hãng Høvding Skipsopphugging sau năm 1945, chỉ còn để lại một ít phần của lườn tàu và các cơ phận còn lại trên đáy biển.
Nó là tàu chiến duy nhất của Hải quân Hoàng gia Anh mang cái tên Effingham, nhưng cái tên này được được tiếp tục tôn vinh bởi một cơ sở trên bờ dành cho việc huấn luyện các đơn vị đặc biệt hải quân vào năm 1943.